# Джузеппе Бучуні
Джузеппе Бучуні (італ. Giuseppe Buciuni, 18 вересня 1888, Таорміна - 22 січня 1941, Тобрук)) — італійський військовик, учасник Другої світової війни, нагороджений Золотою медаллю «За військову доблесть».

## Біографія
Джузеппе Бучуні народився 18 вересня 1888 року у Таорміні. У 1908 році добровільно вступив у військово-морський флот, де служив артилеристом. Брав участь в італійсько-турецькій війні на борту броненосного крейсера «Джузеппе Гарібальді».
Під час Першої світової війни Джузеппе Бучуні у званні старшини 2-го класу спочатку служив на надводних кораблях, а потім брав участь у бойових діях на суші у складі батальйону морської піхоти «Сан-Марко». Після закінчення війни служив на різних кораблях, отримав звання старшини 1-го класу. У 1931 році вийшов у запас.
У 1935 році з початком Другої італо-ефіопської війни Джузеппе Бучуні повернувся на службу. Брав участь у війні до жовтня 1936 року, після чого знову вийшов у запас.
2 серпня 1938 року отримав звання молодшого лейтенанта у запасі Корпусу королівських військово-морських екіпажів (італ. Corpo degli equipaggi militari marittimi).
Після вступу Італії у Другу світову війну 10 червня 1940 року повернувся на службу і був призначений на крейсер «Сан-Джорджо». З початком бойових дій крейсер був перебазований у Тобрук, де надавав вогневу підтримку італійським військам у Лівії і здійснював протиповітряну оборону міста.
22 січня 1941 року «Сан-Джорджо» був учергове пошкоджений британською авіацією і для уникнення затоплення посаджений на мілину. Перед захопленням міста британцями командир корабля Стефано Пульєзе підготував корабель до затоплення за допомогою підриву вибухівки. Проте в розрахований час заряди не вибухнули. Декілька членів екіпажу, серед яких були Стефано Пульєзе, Алессандро Монтанья та Джузеппе Бучуні, піднялись на борт корабля, щоб перевірити заряди. У цей момент спрацювала вибухівка. Джузеппе Бучуні загинув від вибуху, його тіло так і не було знайдено.
Джузеппе Бучуні посмертно був нагороджений Золотою медаллю «За військову доблесть».

## Нагороди
- Золота медаль «За військову доблесть»
- Хрест «За військову доблесть»
- Пам'ятна медаль за операції в Італійській Східній Африці.